# Edward Wade

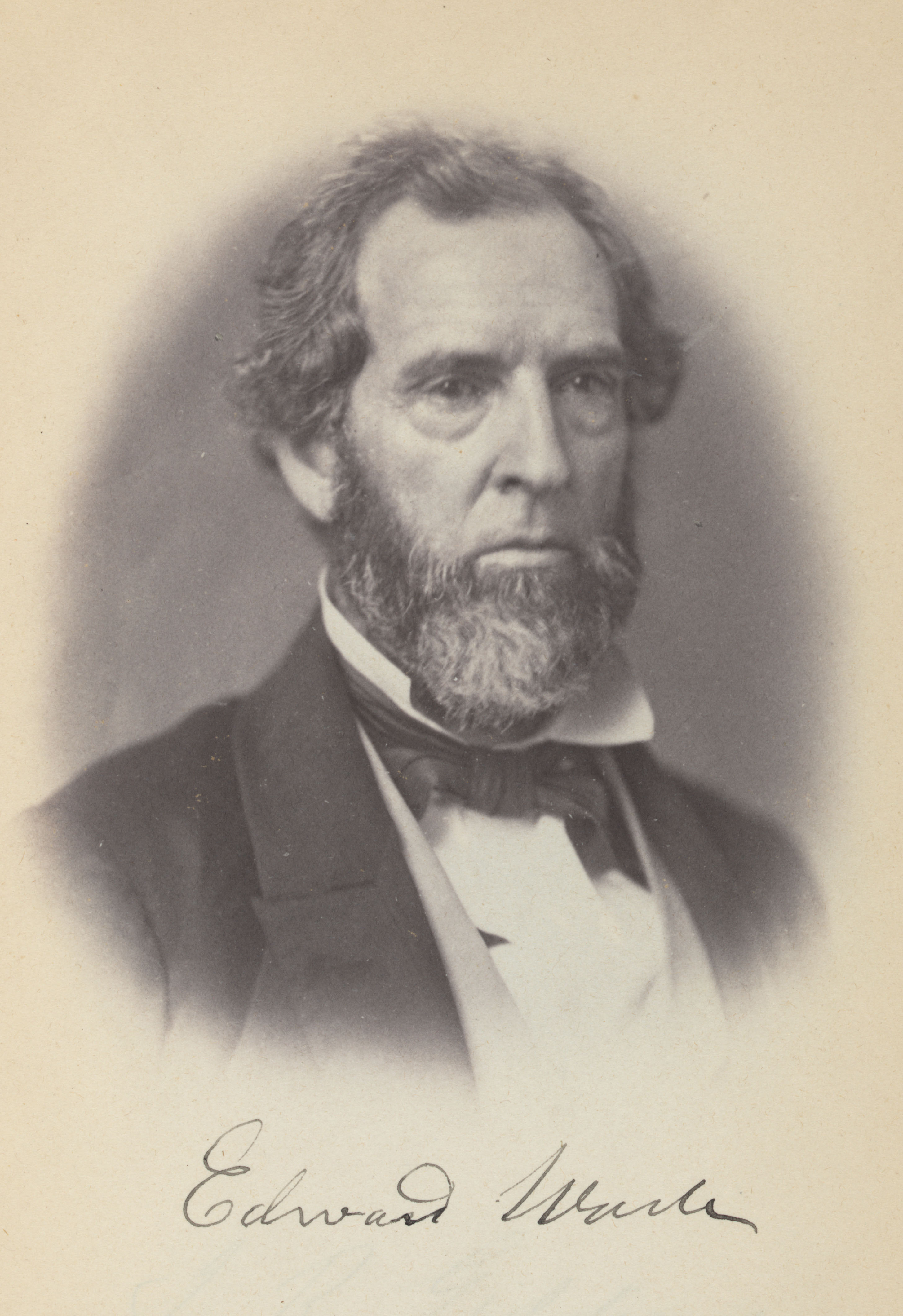
Edward Wade (1859)

Edward Wade (* 22. November 1802 in West Springfield, Hampden County, Massachusetts; † 13. August 1866 in East Cleveland, Ohio) war ein US-amerikanischer Politiker der Free Soil Party und der Republikanischen Partei. Vom 4. März 1853 bis zum 3. März 1861 war er Mitglied des Repräsentantenhauses der Vereinigten Staaten für den 19. Kongressdistrikt des Bundesstaates Ohio.

## Leben
Wade wurde in West Springfield geboren. 1821 zog er nach Ohio um, wo er Jura studierte. 1827 wurde er als Rechtsanwalt zugelassen. Er war fortan in seiner Kanzlei in Jefferson tätig. 1833 war er Staatsanwalt im Ashtabula County. 1837 zog er nach Cleveland um.
Als Kandidat der Free Soil Party wurde Wade 1853 ins US-Repräsentantenhaus gewählt. Die Wiederwahl gelang ihm drei Mal, allerdings immer als Kandidat der Republikanischen Partei. Während seiner Zeit als Mitglied des Kongresses vertrat er den 19. Distrikt von Ohio. 1860 wurde er von seiner Partei nicht mehr zur Wahl nominiert. 
1866 starb Wade in East Cleveland. Er wurde auf dem Woodland Cemetery in Cleveland beigesetzt.